# Даніель Кемпбелл
Даніель Кемпбелл (англ. Danielle Campbell; нар. 31 січня 1995, Чикаго) — американська акторка. Найбільш відома за ролями Давіни Клер в телесеріалі «Первородні» та Кайла Павел/червона шапочка/Олівія у телесеріалі  «Розкажи мені казку»

## Кар'єра
Деніел Кемпбелл народилася 31 січня 1995 року в Чикаго, штат Іллінойс, США в сім'ї Джона і Джорджії Кемпбелл. Вона зрозуміла свою пристрасть до акторської гри в 10 років і розпочала свою кар'єру актриси в серіалі «Prison Break». Деніел також з'явилася в ролі Дарлі в фільмі «Дім Покеру» (2008). Її справжньою першою і найвдалішою роллю стала Джесіка Олсон у фільмі «Зіркова хвороба» від кінокомпанії «Disney», з якою Деніел уклала контракт.

## Особисте життя
Кемпбелл живе з батьками, молодшим братом Джоном і трьома собаками: Кода, Броді і Герцог.

## Захоплення
У вільний час вона працює з різними благодійними закладами, як для дітей, так і для тварин. Деніел обожнює співати, тому, можливо, невдовзі вона розпочне сольну кар'єру. Вона також любить танцювати, готувати, їздити верхи на конях, сноубординг.

## Фільмографія
| Рік       |    | Українська назва              | Оригінальна назва          | Роль                                   |
| --------- | -- | ----------------------------- | -------------------------- | -------------------------------------- |
| 2006—2017 | с  | Втеча з в'язниці              | Prison Break               | Грейсі Голландер                       |
| 2008      | ф  | Дім покеру                    | The Poker House            | Дарла                                  |
| 2010      | тф | Зіркова хвороба               | StarStruck                 | Джессіка Олсон                         |
| 2010      | с  | Зік і Лютер                   | Zeke and Luther            | Дені                                   |
| 2011      | ф  | Випускний                     | Prom                       | Сімон Деніелз                          |
| 2012      | ф  | Захист свідків тітоньки Мейді | Madea's Witness Protection | Сінді                                  |
| 2012      | с  | До смерті красива             | Drop Dead Diva             | Карла Міддлен                          |
| 2013—2018 | с  | Первородні                    | The Originals              | Давіна Клер                            |
| 2016      | ф  | Перегони на виживання         | Race to Redemption         | Ханна Роудс                            |
| 2017      | ф  | Трясця тому випускному        | F*&% the Prom              | Медді Детнер                           |
| 2017—2018 | с  | Утікачі                       | Runaways                   | Айфель                                 |
| 2018      | с  | Популярна і закохана          | Famous in Love             | Харпер Тейт                            |
| 2018      | тф | Креветка                      | Shrimp                     | дівчина на побаченні                   |
| 2018      | с  | Всеамериканській              | All American               | Гедлі                                  |
| 2018—2020 | с  | Розкажи мені казку            | Tell Me a Story            | Кайла Павел («Червона шапочка»)/Олівія |
| 2019      | ф  |                               | Being Frank                | Еллісон                                |
| 2024      | с  | Новобранець                   | The Rookie                 | Блер Ландан                            |